# Fred Baron (cầu thủ bóng đá)
Fred Baron (sinh ngày 29 tháng 12 năm 1901) là một cầu thủ bóng đá người Anh thi đấu ở vị trí tiền đạo.